# تو واقعا مرا گرفتی
«تو واقعا مرا گرفتی» یک آهنگ از گروه انگیلیسی کینکس است که توسط ری دیویس نوشته شده است. این آهنگ با استفاده از آکورد های قدرتی ساخته شده است و نوازندگان گیتار الکتریک که بعد از آنها به میدان آمدند به شدت از آن تاثیر گرفتند، مخصوصا در ژانر های هوی متال و پانک راک. 